# Aralar (parti politique)
Pour les articles homonymes, voir Aralar.
Aralar était un parti politique socialiste et indépendantiste basque, présent en Navarre comme au sein de la Communauté autonome du Pays basque. Il peut être rattaché à la gauche abertzale, mais est opposé à la violence d'ETA, étant par ailleurs issu d'un courant critique au sein de Herri Batasuna (HB) puis de Euskal Herritarrok (EH). Il vise la création d'un État basque souverain, laïc et républicain au moyen du droit à l'autodétermination. Son dirigeant le plus connu était l'avocat Patxi Zabaleta. 
Au moment de sa disparition et depuis 2011, Aralar était membre des coalitions Amaiur et Euskal Herria Bildu. En Navarre, province où le parti était le plus implanté, Aralar était membre depuis 2004 de la coalition Nafarroa Bai. 
En Iparralde, Aralar entretenait des liens étroits avec Abertzaleen Batasuna. Le 7 février 2009, lors de l'assemblée générale de cette dernière à Ustaritz, fut prise la décision d'officialiser et de renforcer les relations entre les deux partis.
Enfin, au niveau européen, Aralar était membre observateur de l'Alliance libre européenne.

## Histoire

### Origines
La création d'Aralar est intimement liée à la figure de l'avocat navarrais et dirigeant de Herri Batasuna (HB) Patxi Zabaleta. Ce dernier, dirigeant de la formation en Navarre, avait déjà critiqué, avant même la création de Euskal Herritarrok (EH), certaines positions de Herri Batasuna. Il était l'un des principaux animateurs d'un courant critique à l'intérieur de l'organisation. Ainsi, il s'était montré en désaccord avec les actions armées de l'ETA et la subordination de la lutte politique à la lutte armée. En 1997, il condamne publique l'assassinat par ETA de Miguel Ángel Blanco, conseiller municipal d'Ermua, membre du Parti populaire. En juin 2000, après la rupture d'une trêve décidée par ETA, Patxi Zabaleta, avec d'autres militants navarrais condamnant publiquement la violence, fonde Aralar en tant que courant organisé au sein d'Euskal Herritarrok. Le nom du mouvement est inspiré du massif d'Aralar, s'étendant entre la Navarre et le Guipuscoa.
En mars 2001, Aralar s'inscrit en tant qu'association politique, même si elle renonce finalement à participer aux élections au Parlement basque organisées la même année. De son côté, Euskal Herritarrok perd plus de 80 000 voix et la moitié de ses députés, certains de ses militants désignant Aralar comme responsable de cette défaite électorale.
Parallèlement à cela, un processus de refondation de Herri Batasuna a lieu, aboutissant le 23 juin 2001 à la création de Batasuna. Ce processus ne remet pas en cause l'attitude de la gauche abertzale envers ETA (en octobre 2000, Aralar avait présenté une motion du même nom exigeant la fin de la lutte armée d'ETA, motion qui fut refusée), ce qui, associée à des désaccords quant à l'organisation interne la participación institucional, la participation institutionnelle et, selon Batasuna, la stratégie indépendantiste, précipite la fondation d'Aralar comme parti politique indépendant. Le 30 juin 2001, Aralar adopte cette décision au cours d'une assemblée tenue à Pampelune, refusant ainsi son intégration à Batasuna (raison pour laquelle Zabaleta refuse le terme de "scission"). Cela débouche à la fois sur des critiques importantes venant de Batasuna mais aussi à l'intérieur du syndicat LAB. À l'inverse, les autres forces politiques applaudirent cette initiative.

### 1ercongrès
Aralar célèbre sa création le 29 septembre 2001 à Altsasu et son congrès fondateur en juin 2002. Patxi Zabaleta est alors élu coordinateur général. Se constitue ainsi un parti nationaliste basque se réclamant de la gauche abertzale en même temps qu'il refuse l'exercice de la violence politique et qu'il promeut une action exclusivement publique.
Le 25 mars 2002, Aralar signe, avec Zutik, Batzarre, Abertzaleen Batasuna (AB) et Eusko Alkartasuna (EA) le document Uniendo fuerzas, tendiendo puentes (« En unissant les forces, en construisant des ponts »), dans lequel est réaffirmée la volonté de construire un courant souverainiste « non armé » et où est réclamée une nouvelle trêve à ETA. Cela, associée à la célébration commune de l'Aberri Eguna en Iparralde entre AB, Zutik et Aralar, en l'absence de Batasuna, amène l'organisation ETA à les attaquer frontalement, à travers un communiqué où elle leur reproche de socialiser « la fausse division entre la gauche abertzale démocratique et la gauche abertzale violente » et les accuse de tourner le dos à ceux qui « donnent tout » pour le Pays basque.
En 2003, Aralar participe pour la première fois à des élections, avec les municipales et forales ainsi qu'au Parlement de Navarre.

### 2econgrès
En novembre 2004, le second congrès d'Aralar a lieu à Donostia et réunit 250 délégués. Patxi Zabaleta est réélu coordinateur général du parti avec 95,3 % des voix. Dans le même, le mouvement de jeunes du parti se crée, elle prend le nom de Iratzarri (Réveille-toi ! en euskera).

### 3econgrès
En novembre 2006, à Bilbao, Patxi Zabaleta est de nouveau élu coordinateur général lors du troisième congrès d'Aralar. C'est également à ce congrès que les bases idéologiques du parti sont fixées.
Par ailleurs, le 7 février 2009, lors de son assemblée générale convoquée à Ustaritz, Abertzaleen Batasuna prend la décision de rendre officielles ses relations avec Aralar.

### 4econgrèset scission en Araba
Lors du quatrième congrès, célébré en septembre 2009 à Pampelune, la majeure partie de l'Exécutif est renouvelée ; la fonction de secrétaire d'organisation est créée et est occupée par Rebeka Ubera. De son côté, Patxi Zabaleta conserve sa fonction de coordinateur général mais le soutien dont il bénéficie diminue avec seulement 64 % des votes en sa faveur.
En décembre 2010, une scission a lieu en Alava. Le mouvement Araba Bai se crée et revendique 40 % des militants locaux du parti ainsi que la totalité des élus municipaux. Les raisons de cette scission sont, selon les partants, des problèmes dans l'organisation interne et des différends d'ordre politique. Ainsi, dans la présentation du nouveau mouvement, ils déclarent opter pour "l'union des abertzales de gauche autour d'un programme électoral consensuel". Ils incorporeront ainsi aux listes électorales de Bildu,.

### 5econgrès
Le cinquième congrès d'Aralar est organisé le 17 septembre 2011 à Derio (Bizkaia). Au cours de celui-ci, une nouvelle motion politique est présenté où la validité du texte fondateur Ehkotopia est réaffirmée, en même temps que l'écosocialisme et les références historiques du socialisme sont désignées comme les références idéologiques du parti.
Cette orientation est approuvée par 71,75 % des militants d'Arala. Ces derniers entérinent également la proposition de participer aux Élections générales de 2011 en coalition avec l'autre sensibilité de la gauche abertzale (héritière de Batasuna), Eusko Alkartasuna et Alternatiba. Ce point fut précisément le plus discuté au cours du congrès.
Une nouvelle fois, Patxi Zabaleta est élu coordinateur général du parti (avec 84,5 % des voix) et l'Exécutif est rénové.

### Départ de Iratzarri et scission en Gipuzkoa
Quelques jours avant l'assemblée prévue le 3 mars 2012 et ayant pour objectif de décider si Aralar doit participer à la coalition Amaiur en vue des Élections au Parlement basque, le mouvement de jeunes Iratzarri décide de quitter Araler, même si certains de ses militants refusent cette décision. De la même façon, le courant interne Aizkorri Taldea décide également de quitter Aralar, souhaitant la dissolution de ce parti,,.
Finalement, l'assemblée d'Aralar approuve à 93,5 % l'idée d'entamer des négociations avec la gauche abertzale, Eusko Alkartasuna, Alternatiba et Abertzaleen Batasuna dans le but de participer ensemble aux futures élections autonomiques. Pour autant, certains membres importants d'Aralar, critiques avec cette décision, sont absents de l'assemblée, notamment les parlementaires Aintzane Ezenarro, Mikel Basabe et Oxel Erostarbe ou l'ancien vice-coordinateur général Jon Abril.
En mai 2012, ces trois parlementaires critiques sont exclus d'Aralar pour avoir présenté et voté en faveur d'une "Conférence sur la Paix" interne au Parlement basque écartant la gauche abertzale des discussions même si elle rendait possible la participation d'institutions, dont certaines sont aux mains de cette même gauche abertzale. L'exécutif d'Aralar avait décidé de voter contre cette proposition,.
De son côté, un groupe critique du Guipuscoa, opposé à la décision prise lors du cinquième congrès de participer aux élections avec la gauche abertzale, annonce son intention de créer Nahia, un nouveau parti ayant pour but de rallier les élus expulsés d'Aralar, comme les conseillers municipaux de Zegama et Beasain ainsi que les trois parlementaires. Pour autant, ces derniers démissionnent de leurs mandats et refusent d'intégrer Nahia ou toute autre démarche électorale.

### 6econgrès
En novembre 2014 eut lieu le Sixième Congrès, lors duquel Rebeka Ubera fut élue secrétaire générale d'Aralar, avec 85,7 % des votes, tandis que Patxi Zabaleta était désigné président d'honneur, avec l'appui de 89,5 % des voix. Les motions politiques et les modifications statutaires ont également été adoptées à la majorité, notamment celles qui souhaitaient une plus forte unité des forces participant à la coalition Euskal Herria Bildu, et l'unique amendement à la totalité fut refusé. Il avait été proposé par un groupe de militants emmenés par Txentxo Jiménez et considérait que les nouveaux statuts diminuaient la capacité de décision de l'organisation en Navarre.

### 7econgrès
Le 13 septembre 2017, dans un entretien accordé à Radio Euskadi, Patxi Zabaleta annonça que la direction de la formation avait adopté à l'unanimité la décision de se dissoudre et que les militants qui le souhaitaient intégreraient directement Euskal Herria Bildu, considérant que les objectifs avaient été atteints de voir la gauche indépendantiste défendre tous les droits humains, d'améliorer sa démocratie interne et d'admettre les courants internes. Cette proposition fut résumée dans une motion politique qui fut approuvée avec l'appui de 92 % des délégués, lors du septième congrès ayant eu lieu le 2 décembre 2017 à Pampelune.

## Définition

### Idéologie
Aralar se définit comme un mouvement politique et social de gauche et socialiste ayant comme objectif l'indépendance du Pays basque au moyen de l'exercice du droit à l'autodétermination. Un certain nombre de valeurs sont également promues par Aralar parmi lesquelles :
- Démocratie
- Socialisme
- Indépendantisme
- Refus de la violence
- Écologie et Mouvement antimondialisation
- Désobéissance civile

### Logotype
En 2006, Aralar adopte un nouveau logo, utilisant les couleurs rouge et blanche, représentant un "A" superposé à un drapeau ondulant. En Navarre, les armoiries de Navarre sont ajoutées à ce logo.

### Organisation interne
Le président d'honneur du parti était Patxi Zabaleta et la dernière secrétaire générale Rebeka Ubera.
Les derniers coordinateurs par territoire étaient :
- Alava : Javi Gomez
- Biscaye : Jon Salaberria
- Guipuscoa : Ernesto Merino
- Navarre : Aritz Romero

## Nafarroa Bai

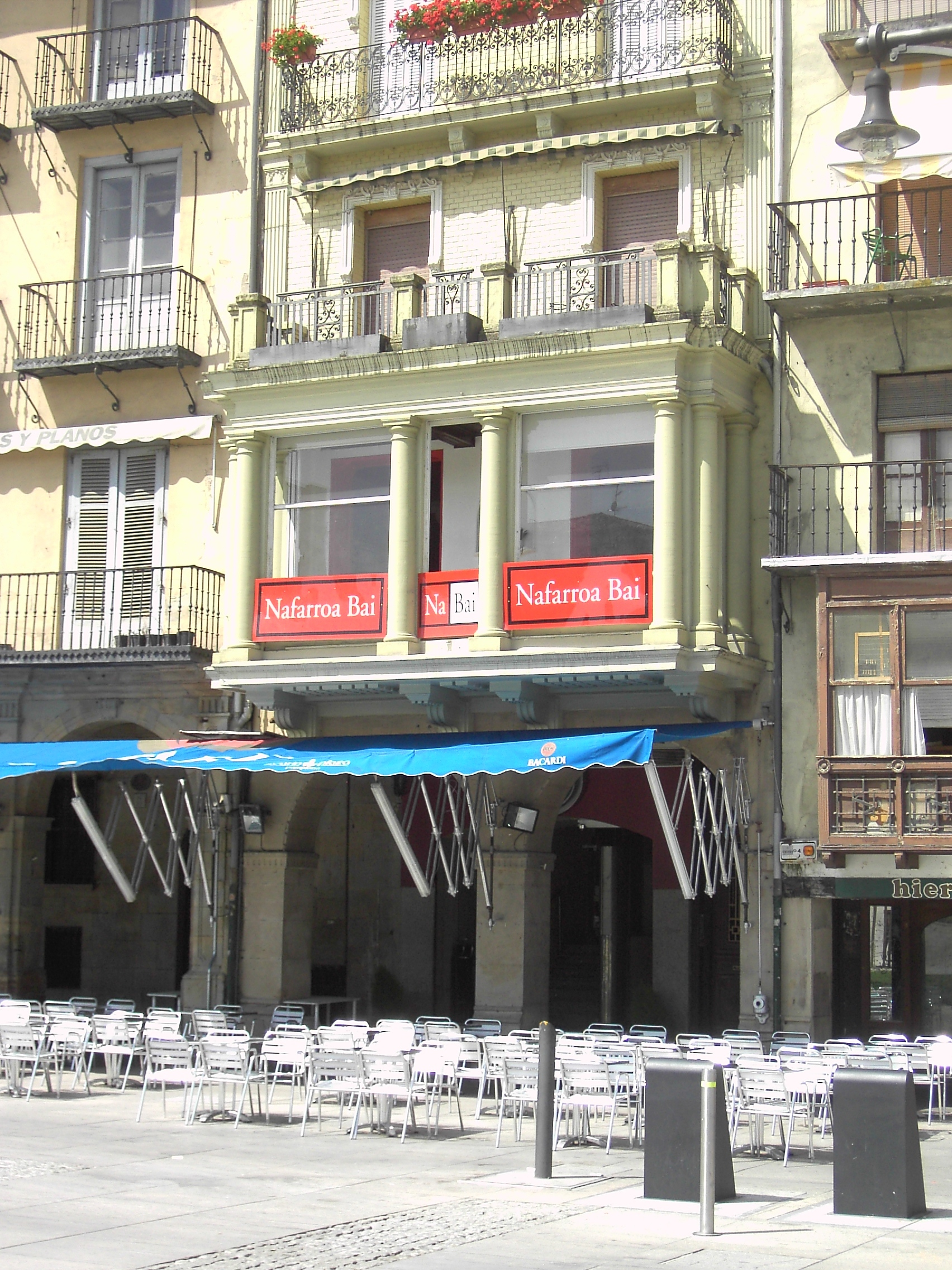
Siège du parti politique Nafarroa Bai, à Pampelune.

Pour les Élections générales espagnoles de 2004, une coalition de partis se forment en Navarre regroupant Aralar, Eusko Alkartasuna, Batzarre et le Parti nationaliste basque. Elle obtient une députée au Congrès des députés, sur les cinq accordés à cette circonscription. À la suite de ce succès initial, ces partis renouvellent la formule de Nafarroa Bai pour les élections municipales de 2007, la députée Uxue Barkos (candidate indépendante membre de NaBai) se présentant à la mairie de Pampelune. Elle obtient 25 581 votes et 8 conseillers.
Dans le même temps ont lieu les élections au Parlement de Navarre, où la liste menée par le leader d'Aralar, Patxi Zabaleta, obtient 77 625 votes et 12 parlementaires.
Lors de ces élections, Nafarroa Bai est considérée comme la surprise et obtient des scores jamais vus pour une candidature nationaliste basque.
En 2008, NaBai parvient à conserver sa députée à Madrid, Uxue Barkos.
Pour les élections au Parlement de Navarre de 2011, la liste Nafarroa Bai (amputée de Eusko Alkartasuna et Batzarre obtient 49 768 votes et 8 parlementaires, tandis que celle à la mairie de Pampelune obtient 21 715 votes et 7 conseillers. La perte de nombreuses voix est principalement causée par l'arrivée de coalition abertzale Bildu, dont la force principale est issue de Batasuna.
En août 2011, des négociations débutent entre Bildu et Aralar pour présenter une liste unique aux élections générales, ce qui sera fait au sein de la coalition Amaiur. Aralar, propriétaire légal de la marque Nafarroa Bai, empêche au PNV et au regroupement de candidats indépendants Zabaltzen, de l'utiliser. Ces derniers se présenteront sous le nom de Geroa Bai.
En octobre 2012, les parlementaires Manu Ayerdi et Patxi Leuza, membres de Geroa Bai pour le PNV et Zabaltzen, sont exclus du groupe parlementaire Nafarroa Bai ; ce dernier n'est donc plus compris que par les cinq élus d'Aralar et un indépendant,.

## Représentation institutionnelle
| Représentation institutionnelle | Représentation institutionnelle |
| ------------------------------- | ------------------------------- |
| Conseillers municipaux          | 38                              |
| Maires                          | 3                               |
| Congrès des députés             | 1 a                             |
| Parlement basque                | 3 de 75 b                       |
| Parlement de Navarre            | 5 de 50 c                       |
| Juntas Generales de Guipúzcoa   | 1 de 51                         |

a Au sein d'Amaiur.

b Au sein d'Euskal Herria Bildu.

c Au sein de Nafarroa Bai.

## Évolution électorale

### Élections municipales, forales et au Parlement de Navarre de mai 2003
Aralar concourt pour la première fois à des élections en mai 2003, se présentant aux municipales en Navarre et dans la Communauté autonome basque, aux élections du Parlement de Navarre et aux élections forales de la CAB.
Aux Élections au Parlement de Navarre, Aralar présente Patxi Zabaleta comme candidat à la présidence. La liste obtient 24 068 suffrages, soit 8,02 % des voix, et obtient quatre sièges (Miren Egaña, Patxi Zabaleta, Txentxo Jimenez et Patxi Telletxea.
Aux municipales, Aralar obtient 4,76 % des votes en Navarre, score se traduisant par l'élection de 18 conseillers municipaux et deux maires : à Leitza (où les quatre élus Aralar s'unissent aux deux obtenus par le PNV pour battre le candidat UPN et ses 5 élus) et à Altsasu (où Aralar avait obtenu le même nombre de votes et d'élus qu'UPN). À Pampelune, Aralar obtient deux conseillers, devenant la quatrième force politique de la ville, tandis que dans la Cuenca de Pampelune, le parti est représenté à Barañáin et Burlada (deux élus) ainsi qu'à Berriozar, Ansoáin, Zizur Mayor et Villava (un élu). Dans de nombreux villages de Navarre, les élections ne purent avoir lieu en raison du manque de candidatures puisque les listes AuB furent illégalisées car considérées comme héritières de Batasuna. L'illégalisation, couplée aux critiques de ces ex compagnons de route, perturbe la campagne. Les militants d'Aralar sont accusés de traîtrise et les sièges sociaux du parti sont victimes d'actes de kale borroka. Aralar présente tout de même des candidatures à Luzaide (7 élus et la mairie) et à Bera (3 élus). Au total, Aralar obtient donc 28 conseillers en Navarre. Il faut ajouter à cela les 30 conseillers obtenus dans la Communauté autonome basque, avec 1,51 % des votes, dont la mairie de Zaldibia. Aralar a obtenu une représentation dans 11 communes sur les 12 où une candidature avait été présentée.
Aux élections forales du Pays basque, Aralar présente comme candidats à la présidence des provinces :
- Biscaye : Julen Madariaga
- Guipuscoa : Iñaki Irazabalbeitia
- Alava : Maritxu Goikoetxea.

Aralar n'obtient qu'une seule représentante, aux Juntas Generales de Guipúzcoa, dans la circonscription de Deba-Urola.

### Élections au Congrès des Députés (mars 2004)
Aralar se présente aux élections générales de 2004 en coalition avec Zutik pour les circonscriptions de la Communauté autonome basque. Cette alliance n'obtint que 3,09 % des voix et aucun siège. Elle se présentait comme un "espace politique de rencontre entre personnes de la gauche abertzale et indépendantiste, des souverainistes, des fédéralistes et des confédéralistes qui souhaitent une Euskal Herria souveraine pour décider de son futur et se construite à partir de valeurs de gauche".
Pour la circonscription navarraise, Aralar participe à la coalition Nafarroa Bai (NaBai) avec Eusko Alkartasuna, Batzarre, le Parti nationaliste basque et des indépendants. La liste obtient 18,04 % des voix et envoie au Congrès la candidate indépendante Uxue Barkos. Il s'agit seulement de la deuxième fois où un candidat nationaliste basque emporte l'un des sièges accordés à la Communauté forale de Navarre à ces élections. Il s'agissait également du score le plus important obtenu.

### Élections au Parlement européen (juin 2004)
Aralar se présente aux élections européennes de 2004 en solitaire, obtenant 1,26 % des voix dans la Communauté autonome basque et 4,43 % des voix en Navarre. Elle n'obtient aucun siège.

### Élections au Parlement basque (2005)
À la suite des élections au Parlement basque de 2005, Aralar obtient sa première représente au Parlement basque à la suite de l'élection de Aintzane Ezenarro, déjà unique "juntera" (élue aux Juntes générales du Guipuscoa), avec 3,96 % des voix dans cette province. Le score global de la liste Aralar au niveau de la Communauté autonome est de 2,33 %. La surprenante présence de la gauche abertzale illégalisée, grâce à la candidature de dernière minute du Parti communiste des terres basques ruine les espoirs électoraux d'Aralar. Pour autant, d'après Aralar comme d'après plusieurs analystes politiques, ces élections furent un succès pour la formation dirigée par Patxi Zabaleta.

### Élections municipales, forales et au Parlement de Navarre (mai 2007)
Aux élections forales de 2007, Aralar s'associe à Ezker Batua-Berdeak (EB-B) au niveau de la Communauté autonome basque, recevant également le soutien de Zutik pour plusieurs candidatures. En Navarre, la formule Nafarroa Bai est renouvelée.
Dans la CAB, que ce soit en coalition avec EB-B, en solitaire ou à travers des plateformes, Aralar obtient 56 conseillers municipaux et 4 "junteros". Il gagne également 4 mairies (Aretxabaleta, Zaldibia et Elgeta au Guipuscoa ; Asparrena en Alava). En Navarre, Aralar obtient 30 conseillers et 5 parlementaires, que ce soit en solitaire ou au sein de la coalition Nafarroa Bai. Le parti détient 3 mairies (Zizur Mayor, Berriozar et Irurtzun) grâce à ses candidatures au sein de NaBai.
À la suite de ces élections, Aralar gouverne la Députation forale d'Alava avec le Parti nationaliste basque et Eusko Alkartasuna, récupérant le portefeuille de la Jeunesse et de la Promotion sociale, jusqu'à son expulsion de la majorité provinciale en novembre 2009, pour voir refusé de voter le budget 2010. Aralar gouverne également, avec le Parti socialiste ouvrier espagnol et Alternatiba, la mairie de Donostia, où son unique conseillère municipale reçoit la délégation à l'euskera.

### Élections au Congrès des Députés (mars 2008)
Après avoir refusé une offre de coalition d'Ezker Batua, Aralar se présente en solitaire aux élections générales de 2008 dans les circonscriptions de Biscaye, du Guipuscoa et d'Alava. Par rapport aux dernières élections où le parti s'était présenté en coalition avec Zutik, Aralar perd quasiment 9 000 voix. Il obtient ainsi 29 784 suffrages, soit 2,67 % des voix, se plaçant comme la sixième force au niveau de la CAB (et cinquième dans le Guipuscoa). Ces élections marquent une récession globale du nationalisme basque par rapport aux dernières élections.
En Navarre, Aralar s'intègre de nouveau à la coalition Nafarroa Bai qui maintient le siège gagné en 2004 avec 18,54 %. Uxue Barkos peut donc continuer à siéger à Madrid.

### Élections au Parlement basque (mars 2009)
Lors des élections au Parlement basque de 2009, Aralar obtient 62 214 votes (6,05 % des suffrages) et quatre sièges de parlementaires. Il double ainsi son résultat de 2005 et devient la quatrième force politique basque, derrière le Parti nationaliste basque, le Parti socialiste et le Parti populaire. Dans le détail, Aralar obtient 1 député en Alava (6 585 voix), un député en Biscaye (24 586 voix) et deux députés au Guipuscoa (31 043 voix).
Ces élections sont les premières dans lesquelles aucune liste soutenue par Batasuna ne peut se présenter (les candidatures d'Askatasuna et de D3M ont été interdites). Même si un appel au vote nul est effectué et que Batasuna s'attribue la totalité des 100 000 votes nuls décomptés, un document interne attribué au parti illégalisé évalue qu'entre 10 000 et 15 000 de ses électeurs habituels se sont dirigés vers le PNV ou Aralar, plutôt que de voter nul. Le document avertit également que « la nouvelle réussite d'Aralar exige une rapide adéquation de la stratégie de la gauche abertzale ».

### Élections au Parlement européen (juin 2009)
À l'occasion des élections européennes de 2004, Aralar s'allie à Eusko Alkartasuna au sein de la coalition Europe des Peuples - les Verts. Celle-ci obtient 6 % des voix, ce qui fut qualifié d'« échec » par la formation. Pour autant, cette coalition obtient un siège au Parlement européen, permettant au candidat d'Aralar, Iñaki Irazabalbeitia, de siéger au Parlement européen entre le 11 juillet 2013 et le 30 juin 2014. Il était rattaché au groupe Verts-ALE.

### Élections municipales, forales et au Parlement de Navarre (mai 2011)
Aux élections municipales et forales de 2011, dans la Communauté autonome basque, Aralar se présente généralement en solitaire (une alliance avec Ezker Batua-Berdeak existe dans quelques circonscriptions) et poursuit la coalition Nafarroa Bai en Navarre, cette fois sous le nom de NaBai 2011 et sans Eusko Alkartasuna ni Batzarre.
Au sein de la CAB, Aralar obtient 42 conseillers municipaux et 1 "juntera" au Guipuscoa. Il emporte 3 mairies : Albiztur et Elgeta dans le Guipuscoa, Zalla en Biscaye. En Navarre, NaBai 2011 obtient 70 conseillers et 8 parlementaires, dont 5 appartiennent à Aralar. Le parti obtient également 3 mairies, à Bera en solitaire, ainsi qu'à Berriozar et Irurtzun grâce à la coalition.

### Élections au Congrès des députés (novembre 2011)
Lors des élections générales de 2011, Aralar se présente en coalition avec Eusko Alkartasuna, Alternatiba et des candidats issus de la gauche abertzale illégalisée au sein de Amaiur, et ce dans les 4 provinces basques.
La coalition obtient 333 628 voix et sept députés, étant la seconde force la plus votée dans la Communauté autonome basque (première en nombre de députés) et la troisième en Navarre. Des sept élus obtenus, un d'eux, Jon Iñarritu (Biscaye) appartient à Aralar.

### Élections au Parlement basque (octobre 2012)
Pour les élections au Parlement basque de 2012, Aralar se présente de nouveau avec Eusko Alkartasuna, Alternatiba et des candidats issus de la gauche abertzale illégalisée au sein d'une coalition appelée Euskal Herria Bildu.
Celle-ci obtient 277 923 votes (25 % des suffrages) et 21 représentants au Parlement basque. Trois d'entre eux sont militants d'Aralar (Igor Lopez de Munain pour l'Alava, Daniel Maeztu pour la Biscaye et Rebeka Ubera pour le Guipuscoa).